# Select Committee on Intelligence
Il Select Committee on Intelligence (Comitato ristretto per l'intelligence) è un organismo del Congresso degli Stati Uniti d'America che si occupa di sovraintendere alle attività di intelligence ed ai programmi di agenzie e uffici del governo federale degli Stati Uniti. È istituito sia al Senato che alla Camera dei rappresentanti.

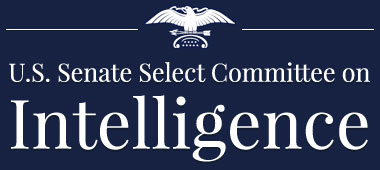
Il logo Select Committee on Intelligence del Senato degli Stati Uniti.

Lo "United States Senate Select Committee on Intelligence" è stato creato nel 1976 con la risoluzione del Senato USA n. 400, nel 94º congresso. È composto da 15 senatori.
Lo "United States House Permanent Select Committee on Intelligence" è stato creato nel 1977 con la risoluzione n. 658 della Camera dei rappresentanti. È composto da 21 deputati.
Tutte le agenzie governative statunitensi della United States Intelligence Community riferiscono a ogni comitato per le questioni relative alla sicurezza nazionale, comprese NSA, CIA, FBI, DOD, NRO e tutte le forze armate.